# Osmia adae
Osmia adae är en biart som beskrevs av Charles Thomas Bingham 1897. Osmia adae ingår i släktet murarbin, och familjen buksamlarbin. Inga underarter finns listade i Catalogue of Life.